# Miccolamia tuberculata
Miccolamia tuberculata är en skalbaggsart som först beskrevs av Maurice Pic 1918.  Miccolamia tuberculata ingår i släktet Miccolamia och familjen långhorningar. Inga underarter finns listade i Catalogue of Life.